# Ху Біньюань
Ху Біньюань  (кит.: 胡斌渊, 10 листопада 1977) — китайський стрілець, олімпійський медаліст.

## Виступи на Олімпіадах
| Олімпіада           | Дисципліна | Місце |
| ------------------- | ---------- | ----- |
| Афіни 2004          | дубль-трап | 4     |
| Пекін 2008          | дубль-трап | 3     |
| Ріо-де-Жанейро 2016 | дубль-трап | 8     |